# John Morton (Erzbischof)

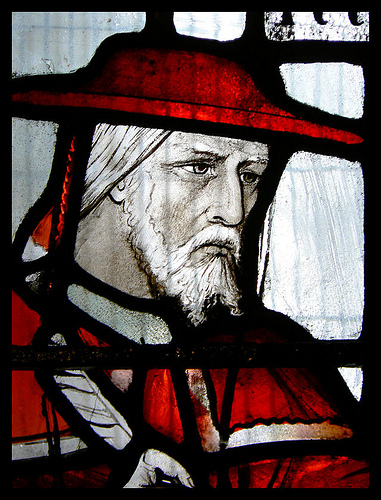
Kardinal John Morton (Kirchenfenster)

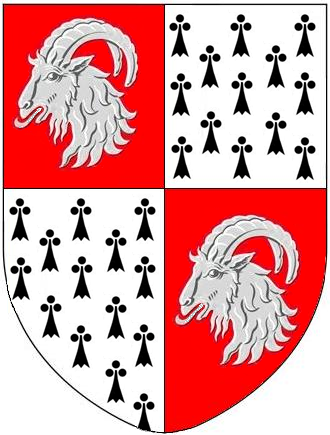
Wappen von John Morton

John Morton (* 1420 in Dorset; † 15. September 1500 in Knole House, nahe Sevenoaks, Kent) war Bischof von Ely, Erzbischof von Canterbury (1486–1500) und Kardinal.

## Leben
Morton studierte am Balliol College in Oxford beide Rechte und Theologie und erhielt später die Priesterweihe. Er war lange Zeit mit der Lancasterpartei verbunden, schloss aber um 1473 mit dem englischen König Eduard IV. Frieden, der ihn auf diplomatische Mission schickte. Seit 1479 war er Bischof von Ely, die Bischofsweihe spendete ihm am 31. Januar 1479 der Erzbischof von Canterbury Kardinal Thomas Bourchier. 1483 wurde er von seinem „Erzfeind“ König Richard III. verhaftet, schloss sich aber bald dem künftigen König Heinrich VII. Tudor auf dem Kontinent an. Nach dessen Thronbesteigung stieg Morton zum königlichen Berater auf. 1486 wurde er zum Erzbischof von Canterbury, 1493 durch Papst Alexander VI. zum Kardinalpriester von Sant’Anastasia erhoben.
Morton war ein Gönner des Humanismus, und dennoch machte man ihn oft für die rabiaten Methoden verantwortlich, mit denen die königliche Verwaltung Geld eintrieb. Die Steuern und Zwangsanleihen dieser Zeit waren als Morton Forke bekannt, und des Öfteren verlangte man seine Amtsentlassung.
Nach Ivan Lesný überzog Morton Richard III. mit zahlreichen Verleumdungen, womit er zu dem verzerrten Bild Richards beigetragen haben soll, dem bekanntlich auch Shakespeare aufsaß.